# Rudolf Krüger (Architekt)
Rudolf Krüger (* 15. Januar 1898 in Koblenz; † 18. September 1980 in Saarbrücken) war ein deutscher Architekt. Mit seiner Arbeit prägte er insbesondere das Stadtbild Saarbrückens in der Nachkriegszeit.

## Leben
Krüger wurde 1898 als Sohn des Gerichtssekretärs August Krüger in Koblenz geboren. 1899 zog die Familie nach Saarbrücken. Hier besuchte Krüger die Volksschule und legte 1917 das Abitur am Ludwigsgymnasium in Saarbrücken ab. 1917/18 musste Krüger als Soldat am Ersten Weltkrieg teilnehmen. Kurz nach dem Krieg nahm er 1919 ein Malereistudium an der Kunstakademie Karlsruhe auf, begann aber noch im selben Jahr ein Studium der Architektur an der Technischen Hochschule Karlsruhe, das er 1922 mit dem Diplom abschloss. In der Folgezeit arbeitete er als Assistent bei Karl Caesar an der TH Karlsruhe am Lehrstuhl für neuzeitliches Entwerfen und Städtebau. In den Jahren 1923/24 begab sich Krüger auf eine einjährige Studienreise nach Italien, Spanien und Nordafrika, die er zum Zeichnen und Malen nutze.
1924 erhielt Krüger eine Anstellung beim Städtischen Hochbauamt Saarbrücken, wechselte aber im folgenden Sommer in die freiberuflichen Tätigkeit und gründete mit Erich Stoll aus Stuttgart eine Architektengemeinschaft. 1926 legte er die Zweite Staatsprüfung ab und wurde zum Regierungsbaumeister an der TH Karlsruhe ernannt. Im folgenden Jahr wurde er in den Bund Deutscher Architekten aufgenommen und gründete ein eigenes Architekturbüro. 1928 heiratete Krüger Clara Meincke († 1983). Das Paar bekam vier Kinder.
1939 erhielt Krüger eine Berufung an die Kunstakademie Düsseldorf. Es erfolgte die Ernennung zum Professor. Unterbrochen wurde diese Tätigkeit durch den Wehrdienst in Lachen-Speyerdorf. 1940 berief man ihn zum leitenden Architekten des Wiederaufbaus im Landkreis Saarbrücken, er war dann leitender Architekt im Landkreis St. Avold und anschließend bis 1945 bei der Baubehörde Ludwigshafen beschäftigt. Nach Kriegsende nahm er wieder die freiberufliche Tätigkeit in Saarbrücken auf. 1948 war er Gründungsmitglied der Architektenkammer des Saarlandes und danach mehrere Jahre Mitglied des Kammervorstands. Nachdem das Saarland 1955 nach Deutschland rückgegliedert wurde, war Krüger 1956 Gründungsbeauftragter und erster Landesvorsitzender des Landesverbandes Saarland des Bundes Deutscher Architekten.
Ab 1969 arbeitete er in Sozietät mit seinem ältesten Sohn Klaus Krüger, 1970 stieß Karl-Ludwig Rieger hinzu. Mitte der 1970er Jahre setzte er sich zur Ruhe.

## Werke
- 1926–1930: Bauleitung Evangelische Kirche, Fischbach-Camphausen
- 1931/32: Wichernhaus, Neunkirchen-Furpach
- 1934: Gustav-Adolph-Haus, Saarbrücken-Scheidt
- 1934/35: Wohnhäuser, Behringstraße 8 und 10, Saarbrücken[1]
- 1936/37: Evangelische Kirche Rußhütte, Saarbrücken
- 1936/37: Erweiterung der Evangelischen Kirche, Dirmingen
- 1936/37: Segenskirche, Saarbrücken-Jägersfreude
- 1947–1958: Wiederaufbau und Umbau der Schlosskirche, Saarbrücken
- 1947–1975: Wiederaufbau und Neugestaltung des Innenraums der Ludwigskirche, Saarbrücken
- 1949: Wiederaufbau der Christuskirche, Neunkirchen/Saar
- 1950–1953: veränderter Wiederaufbau der Alten evangelischen Kirche Saarbrücken
- 1953/54: veränderter Wiederaufbau der Evangelischen Kirche Malstatt, Saarbrücken
- 1953–1955: Pauluskirche, Neunkirchen
- 1955: Adventskirche, Jägersburg
- 1955: Hochgarage Ursulinen-/Sulzbachstrasse, Saarbrücken[2]
- 1955–1958: Christuskirche, Saarbrücken
- 1957–1960: Paul-Gerhardt-Kirche, Neunkirchen-Wellesweiler
- 1950er Jahre: Kreis-Kulturhaus Saarbrücken (heute VHS-Zentrum am Schloss)
- 1964/65: Restaurierung und Umbau der Christuskirche, Dudweiler
- 1966/67: Heilig-Geist-Kirche (mit Klaus Krüger), Dudweiler
- 1969–1971: Erweiterung der Pfarrkirche St. Bartholomäus, Hasborn-Dautweiler
- 1975: Gemeindezentrum Folsterhöhe, Saarbrücken

## Auszeichnungen
- 1973: Ehrenmitglied des Bundes Deutscher Architekten
- 1978: Saarländischer Verdienstorden[3]